# Петрология
Петроло́гия (от греч. πέτρος — камень + λόγος — «учение, наука», рус. устар. камневедение) — комплекс геологических наук o горных породах, процессах их формирования и преобразования. Включает науки: петрография, петрохимия, петрофизика, петротектоника, а также экспериментальную (петрургия), теоретическую, техническую и космическую петрологию.
Изучает строение, структуру (текстуру), состав, классификацию, физико-химические условия образования, распространения и залегания пород, степень их изменения под влиянием различных факторов, закономерности распределения в земной коре, мантии Земли и космическом веществе.

## Предмет изучения
Предметом изучения являются минералогический и химический состав горных пород, их структурно-текстурные особенности, условия залегания, закономерности происхождения, распространения и изменения в земной мантии, коре и на поверхности Земли.
Горные породы рассматриваются как определённые минеральные ассоциации (от лат. associare — соединять) слагающие земную кору.

## Термин
Учение о горных породах - петрология включает: петрографию и литологию.
В современной петрологии:
- петрография и литология — описательная часть петрологии
- петрогенезис — рассматривает вопросы происхождения горных пород

В XIX веке исследователи разделяли петрографию (к предмету изучения которой относят только описание горных пород) и петрологию (к предмету изучения которой относят генезис или происхождение горных пород). Большинство же современных геологов рассматривают петрографию как составную часть петрологии (или практически как синонимы), так как в любой науке описательная часть не может быть обособлена от генетической интерпретации. Петрология в XX веке рассматривалась как синоним раннего и более распространённого в России и Германии термина — петрография.

## История
В 1835 году наука называлась Петрофактология или Петроматогнозия в ней соединялись изучения ископаемых органических остатков и минералогии.
В дальнейшем история петрологии была связана с петрографией (см. Петрография), которая разделялась на три крупных периода:
1. до 1858 — домикроскопический;
2. 1858—1898 — микроскопический — Г. Сорби в 1858 году показал возможность изучения микроструктуры горных пород в шлифах, и усовершенствования метода Ф. Циркелем в 1881 году;
3. 1890—1900 — физико-химический — изучение особенностей, химическая классификация горных пород, и экспериментальное направление в петрографии.

В XX веке петрография сменилась временем начала развития петрологии. По выражению академика Ф. Ю. Левинсон-Лессинга:

Петрография, как наука описательная, идиографическая, уже уступила своё место петрологии, как дисциплине номографической.
Известные учёные и события
- примерно 315 г. до н. э. — Теофраст, «О камнях» (Θεοφράστου. Πέρι λίθων)[8]: первый известный трактат о происхождении и способах образования «камней» (минералов и горных пород) из природных материалов.
- 1556 — Георгий Агрикола написал первый обзор по минералогии и металлургии De Re Metallica.
- 1600 — Гильберт, Уильям описал Землю как огромный магнит.
- 1619 — Морин (Morin) Был одним из первых кто высказал мысль, что внутри Земли очень высокие температуры.
- 1669 — Стенсен, Нильс (Стено) Предложил закон последовательного накопления осадков (Закон Стено).
- 1680 — Лейбниц, Готфрид Вильгельм предположил, что первоначально земля была расплавлена.
- 1683 — Листер (Lister) составил первую карту на которой указаны геологические структуры.
- 1715 — Halley оценил возраст океана по натрию, выносимому реками.
- 1739 — Реомюр, Рене Антуан поставил эксперимент по девитрификации стекла.
- 1746 — Guettard построил первую минералогическую карту.
- 1920 — Эскола, Пентти впервые применил принципы физической химии к проблемам петрологии и сформулировал понятие о «минеральных фациях»[9].
- 1936 — Х. Л. Оллдинг установил, что петрография переродилась в петрологию в начале 20 века[10].
- 1937 — Ф. Ю. Левинсон-Лессинг и Э. А. Струве[11] стали рассматривать петрографию и петрологию, как синонимы.
- 1944, 1951 — Д. С. Белянкин считает термин петрология претенциозным и излишним[12][13], так как петрография решает все поставленные задачи в изучении горных пород.
- 1954 — Перевод книги Ф. Ю. Левинсона-Лессинга «Введение в историю петрографии» (первое издание 1936 г.) вышел в Великобритании под названием «A Historical Survey of Petrology»[14], что подтверждает объединение значений терминов петрография и петрология.

## Классификация горных пород
Петрология изучает классификацию пород, составленную в зависимости от условий их происхождения:
- Магматические горные породы
- Метаморфические горные породы
- Осадочные горные породы